# Kate (film)
A Kate 2021-ben bemutatott amerikai akcióthriller, amelyet Umair Aleem forgatókönyvéből Cedric Nicolas-Troyan rendezett. A főszerepben Mary Elizabeth Winstead, Miku Martineau, Woody Harrelson, Michiel Huisman és Aszano Tadanobu látható.
A történet szerint egy bérgyilkosnőnek 24 órája van arra, hogy bosszút álljon gyilkosán, mielőtt meghal a szervezetébe juttatott méregtől.
A Netflix 2021. szeptember 10-én adta ki.

## Cselekmény
Kate bérgyilkos, aki mesterlövészként alkalmazza képességeit, hogy megölje a megbízható mentora és munkaadója, Varrick által kiválasztott célpontokat. Miután gyermekként árván maradt, Varrick nevelte fel, aki egyrészt apafiguraként szolgált a lány életében, másrészt kiterjedt fegyver- és harci kiképzésben részesítette.
A film nyitójelenetében Kate Oszakában tartózkodik, ahol egy bűnszövetkezet egyik tagjának megölésére kapott megbízást, és puskájával készenlétben áll figyelőállásban. A szindikátus tagja – Kate célpontja – kiszáll a kocsijából, de Kate nehezen vállalja a merényletet, mert váratlanul egy kislány is felbukkan. Végül Varrick követelésére lelövi a célpontot. Bár Kate megbízatása sikerrel zárul, azonban az etikájának és a Varrickkal kötött megállapodásnak ezen megszegése, miszerint nem ölnek célpontokat gyerekek jelenlétében, érzelmi zavart kelt benne. Elmondja Varricknak, hogy még egy utolsó küldetést fog teljesíteni, mielőtt visszavonulna a bérgyilkosként végzett munkájától.
A végső küldetés előtt Kate a szálloda bárjában találkozik egy sármos idegennel. A pár megiszik egy üveg bort, és Kate szobájában szexelnek. Később, amikor a következő mesterlövész küldetéshez készül, szédülés tünetei jelentkeznek nála, ami miatt elhibázza a lövést. Kate rájön, hogy a szállodában lévő idegen megmérgezte őt, és az orvosok közlik vele, hogy akut sugárfertőzése van, és már csak huszonnégy órája van hátra. Ellopja az injekciós stimulánsokat, és elindul, hogy bosszút álljon azon, aki a mérgezés mögött áll.
Ahogy Kate nekilát a válaszok keresésének, azzal kezdi, hogy felkutatja a szállodai idegent. Kiderül, hogy a férfi egy nagyobb játszma bábja volt, akit egy helyi bűnbanda főnöke kényszerített a mérgezésre. Miközben Kate különböző szindikátusi törzshelyeket keres fel, hogy megfenyegesse a bandatagokat és további válaszokat szerezzen, nehézfegyveres bűnözőkkel kell szembeszállnia és a mérgezés tüneteivel is meg kell küzdenie. Kate megpróbál információkat szerezni a visszahúzódó, jól őrzött Kidzsima bűnbandafőnökről, akiről úgy gondolja, hogy a mérgezés mögött állhat, ezért elrabolja Anit, Kidzsima unokahúgát. Kate rájön, hogy Ani az a lány, akinek végig kellett néznie, ahogy az apját megölik az oszakai küldetés során.
Bár Kate kezdetben csak csalinak akarja használni Anit, hogy Kidzsimát előcsalogassa, úgy dönt, hogy a védelmezőjévé válik, amikor megtudja, hogy Ani családja meg akarja ölni őt egy belső hatalmi harc részeként, amelyet Kidzsima legfőbb tanácsadója, Rendzsi vezet.
Kate további nyomokat fedez fel az oszakai küldetéssel kapcsolatban, és rájön, hogy a Varrickba vetett bizalma talán nem helyénvaló: úgy tűnik, hogy a férfi talán nem is akarta volna hagyni, hogy nyugdíjba vonuljon, tekintve, hogy a nőnek minden belső információja megvan a titkos műveletekről.
A film csúcspontján Varrick fegyverrel tartja fogva Anit. Kate legyőzi Varrick biztonsági embereit, és lövöldözésbe keveredik mentorával. Miután Kate súlyosan megsebesíti Varrickot, Kate és Ani otthagyják őt, nem sokkal később pedig Kate belehal sugárfertőzésébe.

## Szereplők

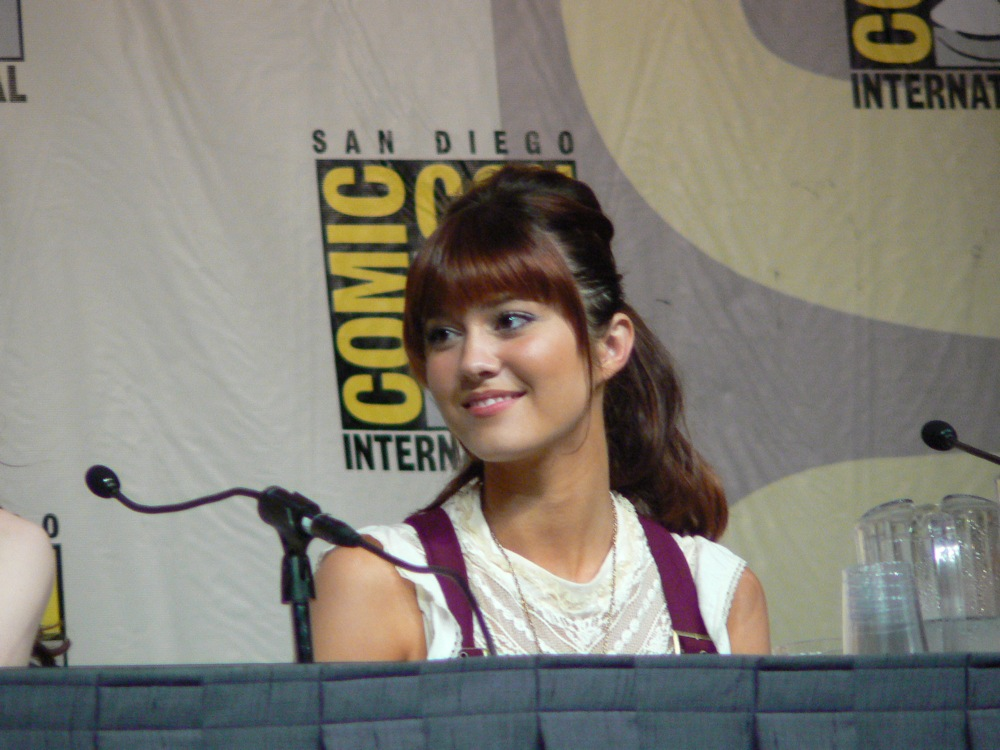
Bár a film negatív kritikákat kapott az eredetiség hiánya miatt, Mary Elizabeth Winstead alakítását elismerték a kritikusok.

| Szerep     | Színész                 | Magyar hang     |
| ---------- | ----------------------- | --------------- |
| Kate       | Mary Elizabeth Winstead | Bánfalvi Eszter |
| Varrick    | Woody Harrelson         | Stohl András    |
| Ani        | Miku Patricia Martineau | Bartus Emese    |
| Rendzsi    | Aszano Tadanobu         | Rába Roland     |
| Kidzsima   | Kunimura Dzsun          | Csuha Lajos     |
| Stephen    | Michiel Huisman         | Varga Gábor     |
| Dzsodzsima | Miyavi                  | N/A             |
| Kanako     | Jamamoto Mari           | Kis-Kovács Luca |

## A film készítése
2017 októberében a Netflix felvásárolta Umair Aleem Kate című forgatókönyvét, a film producerei David Leitch, Kelly McCormick, Bryan Unkeless és Scott Morgan lett. 2018 decemberében Cedric Nicolas-Troyan leszerződött a film rendezésére. 2019 áprilisában Mary Elizabeth Winstead kapta meg a főszerepet a filmben. 2019 júliusában Woody Harrelson is csatlakozott a stábhoz. Szeptemberben Michiel Huisman, Aszano Tadanobu és Kunimura Dzsun csatlakozott a szereplőgárdához. 2019 novemberében bejelentették, hogy a japán rockzenekar, a Band-Maid is szerepel majd a filmben.
A forgatás 2019. szeptember 16-án kezdődött és 2019. november 29-én fejeződött be. A forgatási helyszínek között szerepel Thaiföld, Tokió és Los Angeles.

## Megjelenés
A film 2021. szeptember 10-én jelent meg a Netflixen.

## Fordítás
- Ez a szócikk részben vagy egészben  a   Kate (film) című angol Wikipédia-szócikk fordításán alapul.  Az eredeti cikk szerkesztőit annak laptörténete sorolja fel. Ez a jelzés csupán a megfogalmazás eredetét és a szerzői jogokat jelzi, nem szolgál a cikkben szereplő információk forrásmegjelöléseként.